# ProgPower UK
ProgPower UK ist ein Musikfestival, das jährlich in Großbritannien stattfand. Es wurde erstmals im Jahr 2006 veranstaltet und hatte seinen Ursprung im ProgPower Europe. Das Festival im Jahr 2008 musste aus finanziellen Gründen abgesagt werden, danach fand kein weiteres statt.

## Geschichte
Das Festival fand erstmals im Jahr 2006 in Cheltenham statt. Im folgenden Jahr fand es ebenfalls dort statt. Im Jahr 2008 sollte es in der University of Bristol stattfinden, wurde jedoch abgesagt. Danach wurde das Festival nicht fortgeführt.

## Line-Ups
| Jahr | Veranstaltungsort                                   | Freitag | Samstag |
| ---- | --------------------------------------------------- | --- | --- |
| 2006 | The Centaur, Cheltenham                             | | 25. März - Therion (Schweden) - Threshold (UK) - Pagan’s Mind (Norwegen) - Freedom Call (Deutschland) - Orphaned Land (Israel) - Secret Sphere (Italien) - Firewind (Griechenland)                |
| 2007 | The Centaur, Cheltenham                             | | 31. März - Jon Oliva’s Pain (USA) - Kamelot (USA) - Leaves’ Eyes (Deutschland) - Communic (Norwegen) - Haggard (Deutschland) - Dreamscape (Deutschland) - Cloudscape (Schweden) - Heed (Schweden) |
| 2008 | Anson Rooms in der University of Bristol (abgesagt) | 28. März - Vanden Plas (Deutschland) - Circus Maximus (Norwegen) - Andromeda (Schweden) - Thy Majestie (Italien) | 29. März - Evergrey (Schweden) - Brainstorm (Deutschland) - Thunderstone (Finnland) - Diablo Swing Orchestra (Schweden) - Power Quest (UK) - Voyager (Australien) - Serenity (Österreich)         |